# Gyrinus aeratus
Espèce
Gyrinus aeratus est une espèce d'insectes coléoptères aquatique de la famille des Gyrinidae. Le nom scientifique de l'espèce a été publié en 1835 par Stephens. C'est une espèce commune des lacs et étangs de Suède.